# 二ホウ化ウラン
二ホウ化ウラン (UB2) はウランとホウ素の化合物で、水に不溶のガラス質固体である。
二ホウ化ウランは、ウランを含む放射性廃棄物を固定化して安全に長期保管する方法として応用が検討されている。また、放射線療法の一つである密封小線源療法にも利用される。これは小型の放射線源を直接患部に埋め込むもので、その場に長期間存置でき、かつ腐食しないことが求められる。